# رزیدنت ایول گیدن
رزیدنت ایول: گیدن (به انگلیسی: Resident Evil Gaiden) که در ژاپنی با نام Biohazard Gaiden شناخته می‌شود، بازی ویدئویی در سبک اکشن-ماجراجویی بوده که توسط شرکت کپ‌کام ساخته و منتشر شد. این بازی در مجموعه بازی‌های رزیدنت ایول قرار داشته و برای نخستین بار، برای کنسول گیم بوی کالر و در ۱۴ دسامبر سال ۲۰۰۱ منتشر شد. این بازی به شکل کلی از امتیازات و نقدهای منفی بسیار زیادی نسبت به هم‌خانواده‌های خود برخوردار شد. داستان این بازی پیرامون یک حادثه بیولوژیکی در یک کشتی مسافربری است. لیان اس. کندی و بری بارتون از شخصیت‌های اصلی این بازی است.

## گیم‌پلی
بازی رزیدنت ایول گایدن، دارای زاویه دوربین اول شخص است که در آن، بازیباز می‌تواند در محیط پیرامون خود، به جستجو پرداخته و آیتم‌های مختلفی را جمع‌آوری و با دشمنان زیادی مبارزه کند.

## داستان
داستان این بازی هم‌زمان با داستان بازی رزیدنت ایول کد: ورونیکا و در دسامبر ۱۹۹۸ می‌باشد که در آن، لیان اس کندی و بری بارتون، به عنوان شخصیت‌های اصلی، مأموریت دارند تا با دشمنان موجود در یک کشتی مسافربری که دچار یک حادثه بیولوژیکی شده است، مبارزه کنند.

## بازتاب‌ها
| گردآورنده  | امتیاز     |
| ---------- | ---------- |
| گیم‌رنکینگز | PS: ۵۶.۴۶٪ |

| ناشر     | امتیاز    |
| -------- | --------- |
| آل‌گیم    | [ ۴ ]     |
| سی‌وی‌جی   | ۷/۱۰      |
| فامیتسو  | GC: ۳۲/۴۰ |
| گیم‌پرو   | [ ۷ ]     |
| گیم‌اسپات | ۵/۱۰      |
| آی‌جی‌ان   | ۴/۱۰      |